# Diacyclops felix
Diacyclops felix – gatunek widłonoga z rodziny Cyclopidae, nazwa naukowa gatunku została po raz pierwszy opublikowana w 1999 roku przez hydrobiologów Petera Pospíšila i Fabio Stocha.